# Relaba superba
Relaba superba är en insektsart som beskrevs av Irena Dworakowska 1994. Relaba superba ingår i släktet Relaba och familjen dvärgstritar. Inga underarter finns listade i Catalogue of Life.